# 하일리구비산
하일리 구비 산(Hayli Gubbi)은 아프리카 에티오피아의 다나킬 사막에 솟아있는 작은 순상 화산으로, 해발 521m이다. 정상 화구벽에는 유황이 묻어있으며 활화산이지만 분화 조짐은 나타나지 않는다. 이곳은 한라산처럼 완만하다가 갑자기 경사가 급해지는 형태의 순상 화산이다.이곳은 에트라 에일 산, 에일 바구 산에 가장 가까이 있다. 이곳도 옛날에는 대량의 용암 분출이
있었다.